# Aleksey Zubov
Ne pas confondre avec l'aquafortiste Alexey Zubov (en) (1682–c.1741) et l'acteur Aleksey Zubov (1915-1996).
Pour les articles homonymes, voir Zubov.
 (janvier 2019).
Aleksey Zubov, né le 15 novembre 1936 à Moscou et mort le 21 janvier 2021 à Los Angeles, est un saxophoniste et compositeur russe.

## Biographie
Né le 15 novembre 1936 à Moscou, Aleksey Zubov est autodidacte en tant que musicien. Il joue de la clarinette dans la fanfare de l'Université d'État M. V. Lomonosov de Moscou, où il étudie la physique (diplôme en 1958), et du saxophone ténor dans le big band du Tsentral'ny Dom Rabotnikov Iskusstva (Maison centrale des artistes ; 1954-7). En 1956, il rejoint l'octuor Vosmoyrka, à l'époque le meilleur groupe de jazz à Moscou.